# 永寿県
永寿県（えいじゅ-けん）は中華人民共和国陝西省咸陽市に位置する県。

## 行政区画
- 街道:監軍街道
- 鎮:店頭鎮、常寧鎮、甘井鎮、馬坊鎮、渠子鎮、永平鎮